# Karl Zimmet
Karl Zimmet (* 14. April 1895 in Regensburg; † 20. März 1969 in Ebersberg) war ein Münchner Widerstandskämpfer gegen den Nationalsozialismus.

## Leben
Der gelernte Schlosser Zimmet trat kurz nach deren Gründung der KPD bei und war während der Zeit der Münchner Räterepublik 1919 Mitglied des Soldatenrates. Nach der Niederschlagung der Räterepublik musste Zimmet 18 Monate Festungshaft verbüßen. Später verließ er die KPD, schloss sich der linkskatholischen Christlich-Sozialen Reichspartei an und fungierte zeitweise als Herausgeber der Zeitung Volksruf.
Nach der Machtübertragung an die Nationalsozialisten 1933 stellte er seine Wohnung als Anlaufstelle für Kurierpost der KPD sowie der SAPD zur Verfügung und begann ab 1937 mit dem ebenfalls aus der CSRP stammenden Rupert Huber antifaschistische Flugblätter zu verfassen und zu verteilen. Gemeinsam mit anderen ehemaligen CSRP- und KPD-Mitgliedern wie dem Ehepaar Emma und Hans Hutzelmann schlossen sich Zimmet und Huber später zu einer festeren Organisation zusammen, welche ab 1943 den Namen Antinazistische Deutsche Volksfront (ADV) führte.
Nachdem die Gestapo die eng mit der ADV zusammenarbeitende Widerstandsgruppe Brüderliche Zusammenarbeit der Kriegsgefangenen (BSW) Ende 1943 zerschlagen hatte, wurden Zimmet und die meisten anderen ADV-Mitglieder im Januar 1944 verhaftet. Gegen Zimmet selbst wurde im Herbst 1944 vom Volksgerichtshof Anklage erhoben, das Verfahren wurde jedoch eingestellt, da Zimmet erfolgreich eine Geisteskrankheit simulieren konnte.